# Flor de Caña
Flor de Caña è un marchio di rum premium prodotto e distribuito dalla Compañía Licorera de Nicaragua a Managua, in Nicaragua. 

## Storia
Nel 1890 Alfredo Francisco Pellas, giovane avventuriero genovese, realizzò una piantagione di canna da zucchero a Chichigalpa, vicino al vulcano San Cristóbal, sfruttando il terreno vulcanico particolarmente adatto alla sua coltivazione. Successivamente iniziò a produrre zucchero e melassa e nel 1937 fondò, all'interno della piantagione, la Compañia Licorera de Nicaragua, che nel 1959 iniziò a esportare rum in Venezuela, Costa Rica e in altri paesi dell'America centrale.
Tra il 1963 e il 1965 la distilleria venne ampliata e rimodernata, e dopo otto anni venne aperta una seconda distilleria in Honduras. A partire dal 2007 il Flor de Cana viene esportato in 43 paesi in tutto il mondo.

## Produzione
La melassa derivata dalla canna da zucchero viene lasciata fermentare con lieviti selezionati per circa una settimana. La distillazione avviene in alambicco a ciclo continuo in cinque colonne, producendo un prodotto puro al 77,5% di gradazione alcolica. Il prodotto viene diluito con acqua distillata e invecchiato in botti di rovere precedentemente utilizzate per la maturazione del bourbon. I rum prodotti vengono invecchiati fino a 25 anni e sono certificati Carbon Free e Fair Trade, in quanto l'intero processo di distillazione avviene utilizzando il 100% di energia proveniente da fonti rinnovabili.

## Riconoscimenti
Il Flor de Caña ha ricevuto numerosi premi internazionali, tra cui il "Global Rum Producer of the Year" dall'International Wine and Spirit Competition nel 2017, la certificazione di commercio equo e solidale dal Fairtrade USA, il premio "World's Best Rum Distillery" all'International Rum Conference nel 2019 e sei medaglie (tra cui una double gold) al San Francisco World Spirits Competition del 2020.